# Jade engine
 (octobre 2019).
Si vous disposez d'ouvrages ou d'articles de référence ou si vous connaissez des sites web de qualité traitant du thème abordé ici, merci de compléter l'article en donnant les références utiles à sa vérifiabilité et en les liant à la section « Notes et références ».
Le Jade engine est un moteur de jeu développé et utilisé par Ubisoft. Le moteur a été créé par une équipe de Ubisoft Montpellier, comprenant Michel Ancel, pour le jeu Beyond Good and Evil. Le moteur porte ainsi le nom du personnage principal, Jade.

## Jeux utilisant le Jade engine
- 2003 : Beyond Good and Evil
- 2003 : Prince of Persia : Les Sables du temps
- 2004 : Prince of Persia : L'Âme du guerrier
- 2005 : Prince of Persia : Les Deux Royaumes
- 2005 : King Kong
- 2006 : Rayman contre les lapins crétins
- 2007 : Assassin's Creed (versions annulées PS2 et Xbox)
- 2007 : TMNT : Les Tortues ninja
- 2007 : Rayman contre les lapins encore plus crétins
- 2007 : Naruto: Rise of a Ninja
- 2008 : Naruto: The Broken Bond
- 2009 : James Cameron's Avatar: The Game (version Wii)
- 2010 : Prince of Persia : Les Sables oubliés (versions Wii et PSP)